# Мујерушу (Долж)
Мујерушу (рум. Muierușu) насеље је у Румунији у округу Долж у општини Мелинешти. Oпштина се налази на надморској висини од 167 m.

## Становништво
Према подацима из 2002. године у насељу је живело 67 становника, од којих су сви румунске националности.